# Pseudopsammocythere
Pseudopsammocythere is een geslacht van kreeftachtigen uit de klasse van de Ostracoda (mosselkreeftjes).

## Soorten
- Pseudopsammocythere kollmanni Carbonnel, 1966
- Pseudopsammocythere peterseni Teeter, 1980
- Pseudopsammocythere reniformis (Brady, 1868)
- Pseudopsammocythere similis (Mueller, 1894) Carbonnel, 1969
- Pseudopsammocythere tokyoensis Yajima, 1978
- Pseudopsammocythere vicksburgensis (Howe & Law, 1936) Machain-Castillo, 1986 †